# Arabische goudmus
De Arabische goudmus (Passer euchlorus) is een zangvogel uit de familie van mussen (Passeridae).

## Kenmerken
Het verenkleed van het mannetje is goudgeel met een donkerdere borst. De witte schouderveren en kleine vleugeldekveren hebben een gele glans. De bruine slagpennen hebben brede, witte randen. De bruine staart bevat witgezoomde pennen, terwijl de staartwortel lichter is. De ogen zijn bruinzwart, de navel is glanzend zwart en de poten zijn geelachtig. Het verenkleed van het vrouwtje is aan de bovenzijde geelachtig grijs, evenals de vleugeldekveren. Het voorhoofd, de zijkanten van de kop, de keel en de borst zijn bleekgeel. De buik is wit. De vogel heeft een lengte van ± 12 cm.

## Verspreiding en leefgebied
Deze soort komt voor in zuidwestelijk Arabië, maar ook in noordelijk Somalië. Oorspronkelijk is de vogel te zien langs de kusten van de Rode Zee.